# Mura di Reggio Emilia
 (mars 2023).
Si vous disposez d'ouvrages ou d'articles de référence ou si vous connaissez des sites web de qualité traitant du thème abordé ici, merci de compléter l'article en donnant les références utiles à sa vérifiabilité et en les liant à la section « Notes et références ».

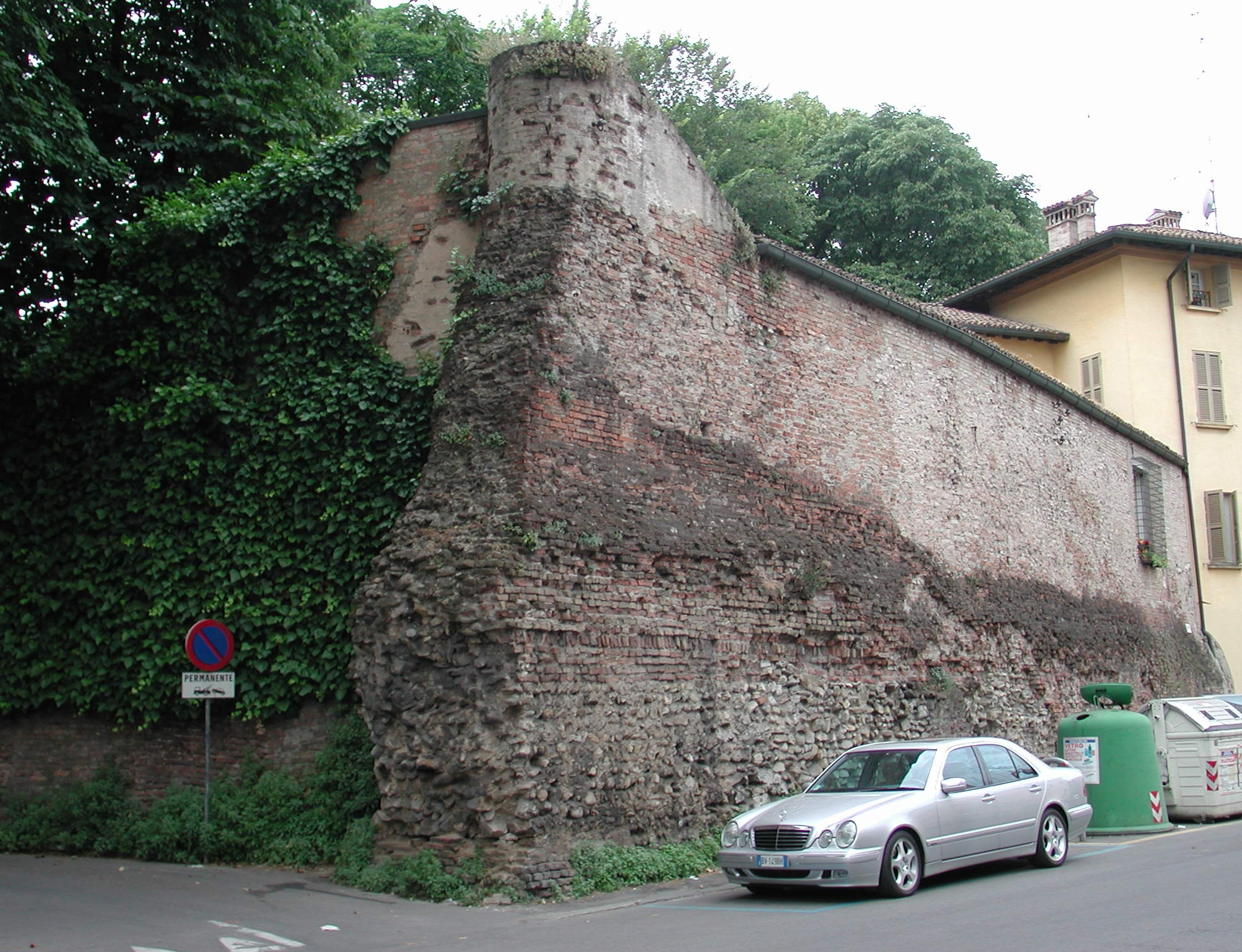
Reste des remparts.

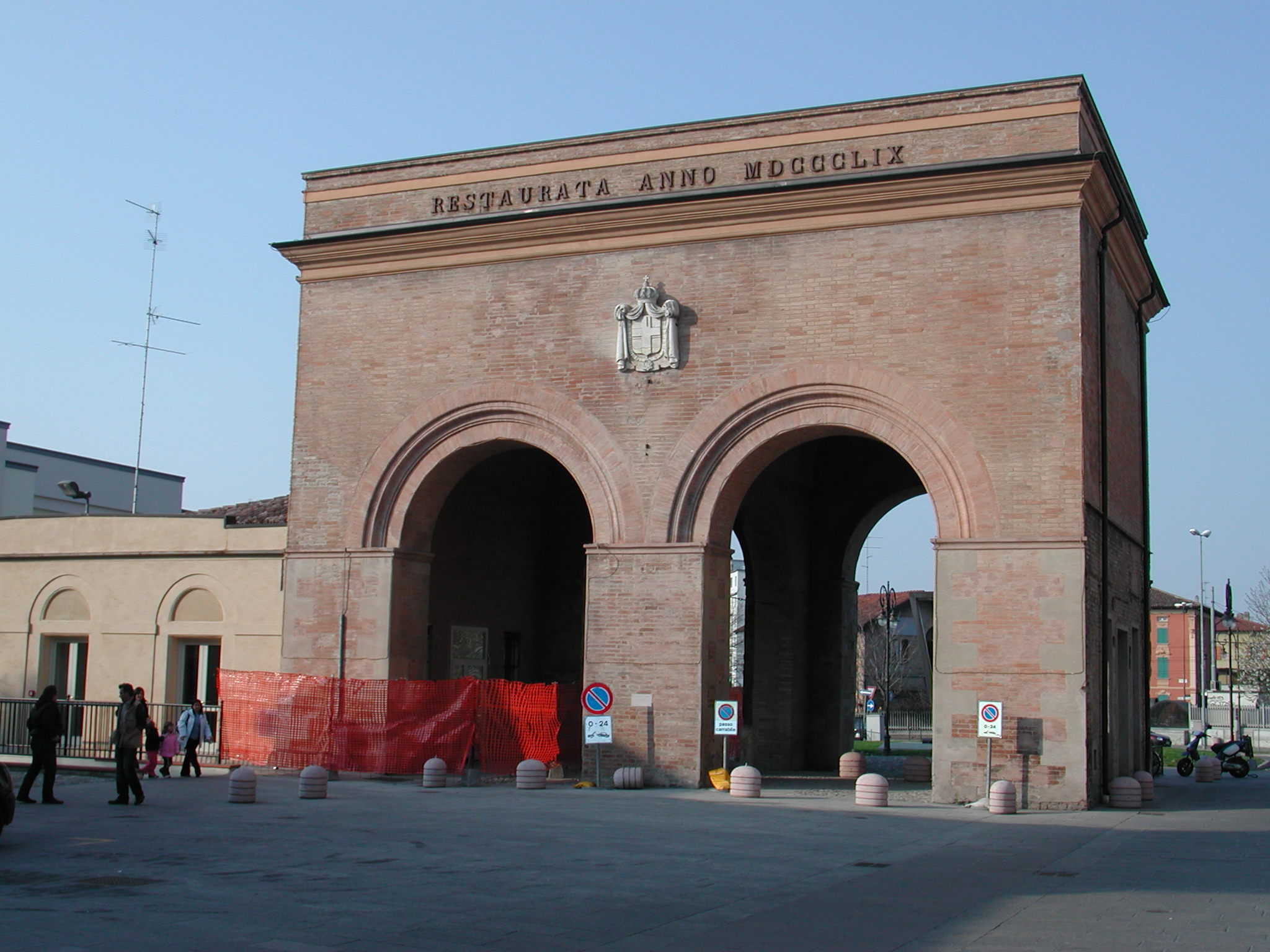
Porta Santa Croce.

Les mura di Reggio Emilia sont les fortifications militaires hexagonales qui protégeaient la ville italienne de Reggio d'Émilie, détruites à la fin du XIXe siècle pour l'aménagement urbanistique des viali di circonvallazione (boulevards périphériques). 
Il ne reste qu'une petite partie des remparts au sud de la ville et les portes d'accès conservées et mises en valeur :
- Porta Santa Croce (nord)
- Porta San Pietro, via Emilia, dans la direction de  Modène (est)
- Porta Santo Stefano sulla via Emilia dans la direction de  Parme (ouest)
- Porta Castello vers les Apennins (sud)